# Henri Cartier-Bresson
Henri Cartier-Bresson (Chanteloup-en-Brie, 22 agosto 1908 – Montjustin, 3 agosto 2004) è stato un fotografo francese, considerato un pioniere del fotogiornalismo, tanto da meritare l'appellativo di "occhio del secolo".
Teorico dell'istante decisivo in fotografia, ha anche contribuito a portare la fotografia di stampo surrealista (ispirata a Eugène Atget) a un pubblico più ampio. È stato uno degli esponenti più importanti della cosiddetta Fotografia umanista.

## Biografia

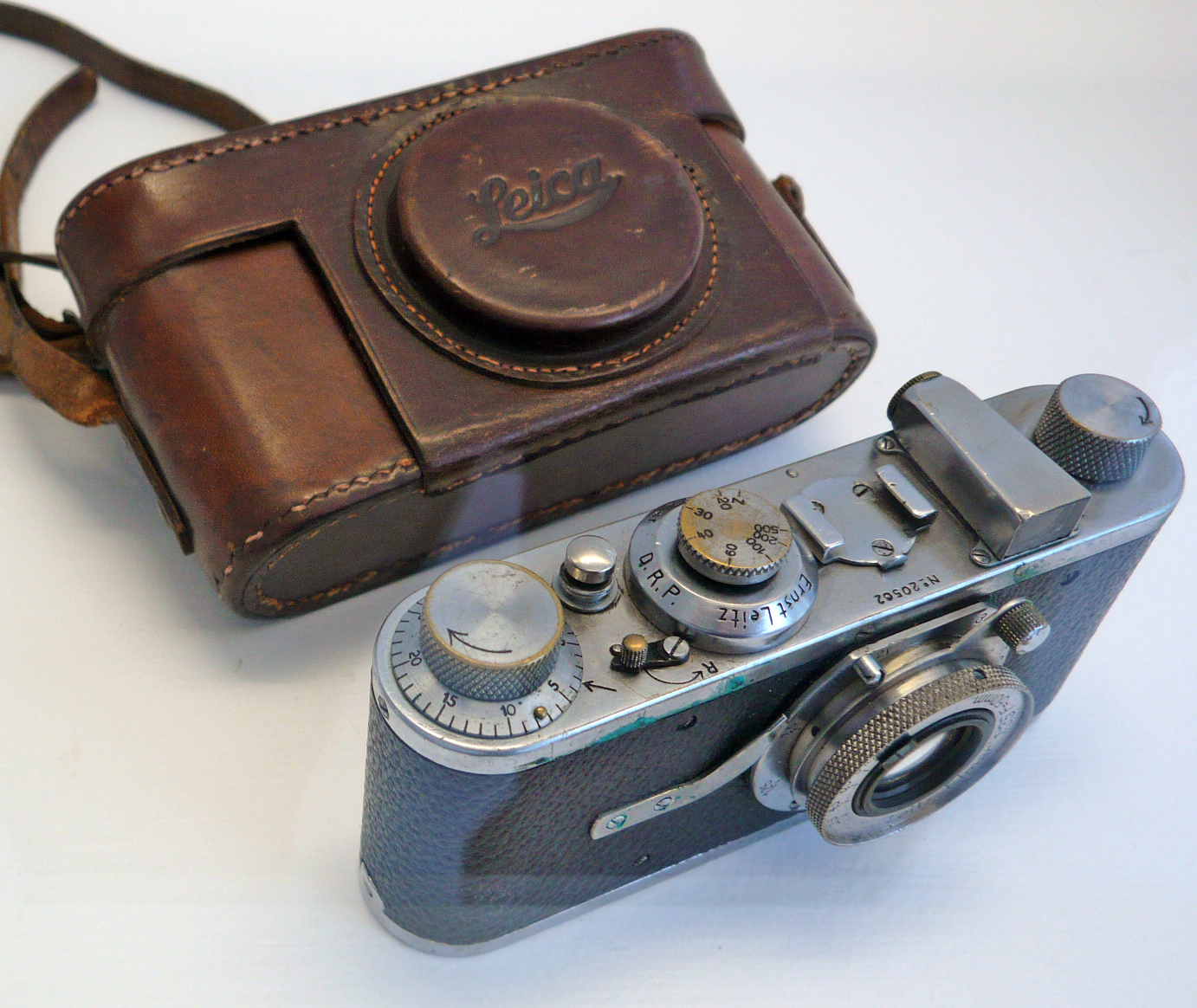
La Leica 1, la prima macchina fotografica di Cartier-Bresson.

Henri Cartier-Bresson nasce a Chateloup, una cittadina francese non troppo distante da Parigi, nel 1908 da una famiglia dell’alta borghesia. Dopo gli studi giovanili, Henri fu presto attratto dalla pittura, grazie allo zio Louis, e comincerà i suoi studi con Jacques-Émile Blanche e André Lhote, che lo inizieranno all'ambiente dei surrealisti francesi.
Nel 1930, durante il suo primo viaggio in Costa d'Avorio, non è ancora interessato alla fotografia. È lo stesso Cartier-Bresson che ci racconta come fu una fotografia di Martin Munkacsi ad attrarlo verso il mondo della fotografia: «è stata quella foto a dar fuoco alle polveri, a farmi venir voglia di guardare la realtà attraverso l'obiettivo». Fu così che nel 1932 comprò una quarta macchina fotografica  (la prima fu la Kodak Brownie, la seconda una grande formato, la terza una 35 mm difettosa acquistata in Costa d'Avorio) una Leica 35 mm con lente 50 mm che l'accompagnerà per molti anni.
Nel 1936 lavora nel cinema come assistente del regista francese Jean Renoir in La vita è nostra, film nel quale è presente l'ispirazione politica del Fronte popolare e, nel 1937, firma personalmente il film Return to Life (Victoire de la vie). E negli anni successivi si reca in Asia. Intanto, nel 1934, conosce David Szymin, un fotografo e intellettuale polacco, che più tardi cambierà nome in David Seymour (1911–1956). Sarà Szymin a presentare al giovane Bresson un fotografo ungherese, Endré Friedmann, che verrà poi ricordato col nome di Robert Capa.

Durante la Seconda guerra mondiale, Cartier-Bresson entra nella resistenza francese, continuando a svolgere costantemente la sua attività fotografica. Catturato dalle truppe naziste nel 1940 viene imprigionato ma riesce a fuggire dal carcere al terzo tentativo. Al suo rientro si unirà a un'organizzazione di assistenza ai prigionieri evasi. Nel 1944 fotograferà la liberazione di Parigi. Finita la guerra, ritorna al cinema e dirige il film Le Retour, documentario sul ritorno in patria dei prigionieri di guerra e dei deportati. Nel 1946 viene a sapere che il MOMA di New York intende dedicargli una mostra "postuma", credendolo morto in guerra: si mette in contatto con il museo e dedica oltre un anno alla preparazione dell'esposizione, inaugurata il 1947. Negli anni successivi è negli Stati Uniti, dove fotografa per Harper's Bazaar. Nel 1947 fonda, insieme a Robert Capa, George Rodger, David Seymour, e William Vandivert la famosa Agenzia Magnum. Inizierà innumerevoli viaggi in cui farà molteplici reportage che gli daranno fama mondiale.

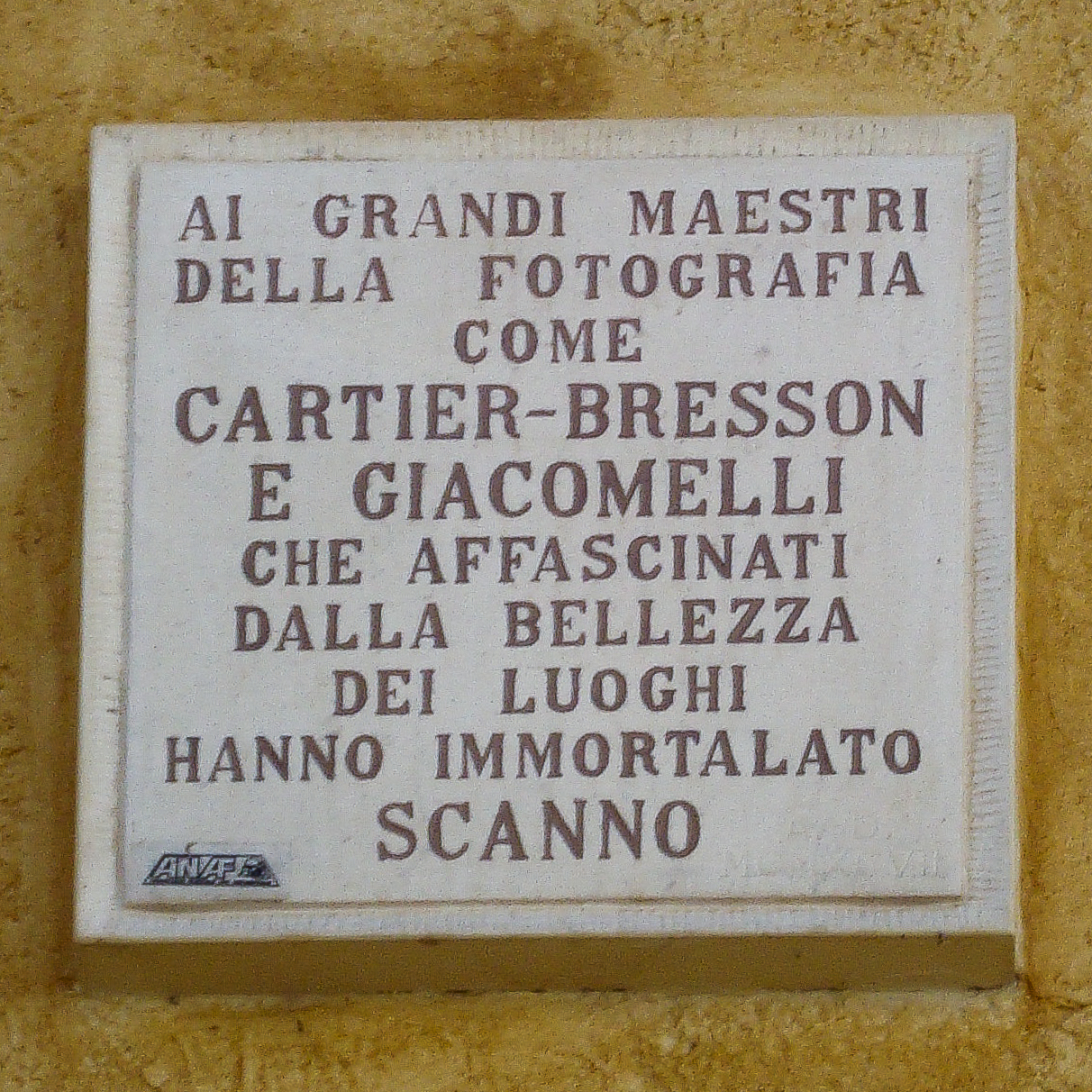
Placca commemorativa in piazza San Rocco, Scanno (AQ) dedicata ai fotografi Cartier-Bresson e Mario Giacomelli

La fotografia porta Henri in molti angoli del pianeta: Cina, Messico, Canada, Stati Uniti, Cuba, India, Giappone, Unione Sovietica e molti altri paesi. Cartier-Bresson divenne il primo fotografo occidentale che fotografava liberamente nell'Unione Sovietica del dopoguerra. Tra il 1951 e il 1973 compie numerosi viaggi in Italia. Tra i viaggi in Italia si ricorda quello in Abruzzo, dove il fotografo rimase affascinato dal borgo di Scanno, di cui fotografò gli scorci e la popolazione, in particolare le donne scannesi nel costume tipico, contribuendo a rendere l'isolato paese abruzzese, insieme a Mario Giacomelli con "Il bambino di Scanno" (1957) uno dei più interessanti e suggestivi d'Abruzzo al grande pubblico. Oggi Scanno ha ricordato i due fotografi con una placca commemorativa in piazza San Rocco.

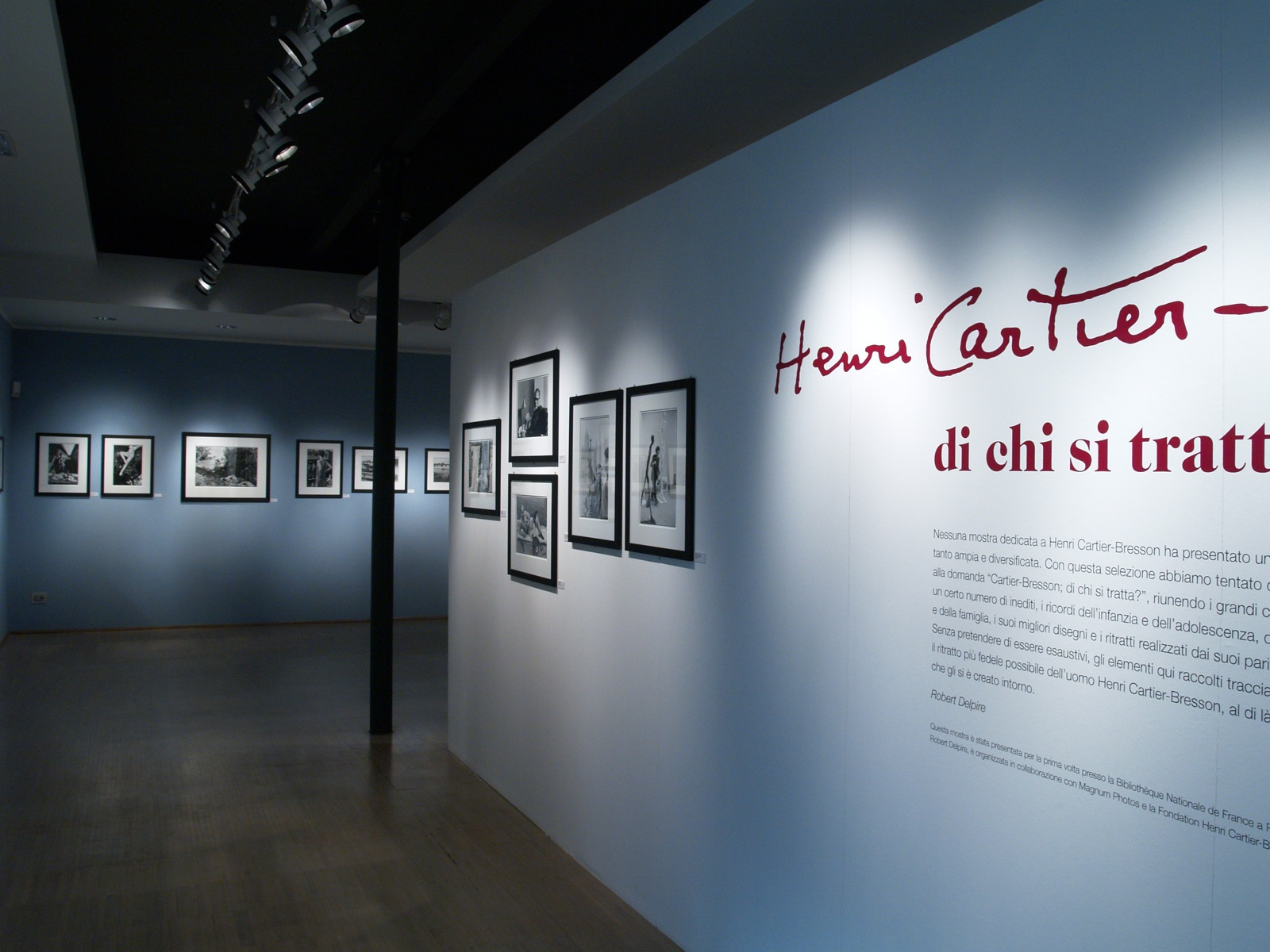
Mostra di Cartier-Bresson a Milano nel 2007

Nel 1962 su incarico della rivista Vogue si reca in Sardegna dove si trattiene per una ventina di giorni. Qui visita i luoghi della tradizione: Nuoro, Oliena, Orgosolo, Mamoiada, Desulo, Orosei, Cala Gonone, Orani (dove viene ospitato dall'amico Costantino Nivola), San Leonardo di Siete Fuentes, e Cagliari. Nel 1968, Henri Cartier-Bresson inizia gradualmente a ridurre la sua attività fotografica per dedicarsi al suo primo amore artistico: la pittura, dichiarando: «In realtà la fotografia di per sé non mi interessa proprio; l'unica cosa che voglio è fissare una frazione di secondo di realtà». Con l'unica eccezione dei ritratti. Continuerà infatti a dedicarsi ai ritratti fotografici almeno fin al 1980.
Nel 1979 viene organizzata a New York una mostra tributo al genio del fotogiornalismo e del reportage. Nel 2000, assieme alla moglie Martine Franck ed alla figlia Mélanie crea la Fondazione Henri Cartier-Bresson, che ha come scopo principale la raccolta delle sue opere e la creazione di uno spazio espositivo aperto ad altri artisti; nel 2002 la Fondazione viene riconosciuta dallo stato francese come ente di pubblica utilità. Nella sua carriera ha ritratto personalità importanti in tutti i campi; Balthus, Albert Camus, Truman Capote, Coco Chanel, Marcel Duchamp, William Faulkner, Mahatma Gandhi, John Huston, Martin Luther King, Henri Matisse, Marilyn Monroe, Richard Nixon, Robert Oppenheimer, Ezra Pound, Jean-Paul Sartre ed Igor' Fëdorovič Stravinskij.
Muore a Montjustin, il 3 agosto 2004, all'età di 95 anni.

## Stile
Per versatilità e discrezione le macchine Leica sono le preferite di Bresson, dato che gli consentivano di scattare come amava: velocemente e senza dare nell'occhio, cogliendo il soggetto in tutta la sua naturale mobilità. Strenuo avversario della "messa in scena", preferirà sempre l'immediatezza, alla ricerca di quello che amava chiamare "l'istante decisivo". Anche la scelta del bianco e nero va in questa direzione, aggiungendo, a suo dire, un elemento emotivo di "astrazione" dalla realtà capace di evidenziare forma e sostanza.
I suoi lavori sono caratterizzati da realismo e immediatezza, da una ricerca dell'armonia in un attimo spontaneo e irripetibile e della continua osservazione dell'essere umano che si relaziona con ciò che gli sta intorno. La finalità della foto non è solo raccontare, ma cogliere un momento e renderlo eterno, è un'estensione dell'occhio del fotografo capace di mostrare come questo vede il mondo.

## Opere

### The Decisive Moment
Il libro più famoso di Cartier-Bresson è The Decisive Moment (Il momento decisivo, Simon & Schuster, New York). Il titolo nella versione francese è Images à la sauvette. Scritto nel 1952, oltre a contenere una raccolta di talune delle foto più note del fotografo, descrive il modo stesso di fare fotografia di Cartier-Bresson. L'autore si occupa del reportage fotografico, del soggetto, della composizione, del colore, della tecnica, dei clienti.

### Scrap Book
Lo Scrap Book è l'album che Cartier-Bresson preparò per la mostra al Museum of Modern Art nel 1946. Partito per gli Stati Uniti con circa 346 foto nella valigia, all'arrivo acquistò un album ("scrap book" in inglese) e vi collocò le immagini per mostrarle ai curatori. Dopo la mostra, finì sepolto in una valigia e poi nella biblioteca di casa, dove passò inosservato alla stessa moglie dell'artista fino al 1992, quando Cartier-Bresson ne aveva rimosso gran parte delle immagini a causa del deperimento della carta dell'album: soltanto 13 pagine rimasero integre.
Nel 2007 la fondazione dedicata a Cartier-Bresson decise di editarlo in volume in un'edizione restaurata ma il più possibile fedele all'album originale, pubblicata in Italia da Contrasto e che rappresenta una testimonianza eccezionale sulle scelte operate dal maestro per la mostra che l'avrebbe in un certo senso consacrato tra i maggiori fotografi del mondo.

## Reportage
Tra i reportage del fotografo si ricordano:
- Da una Cina all'altra (1952)
- Danza a Bali (1954)
- Mosca (1954)
- Delitti flagranti (1969)
- Viva la Francia (1970), Premio Nadar 1971
- L'uomo e la macchina e il volto dell'Asia (1972)

## Riconoscimenti
- 1982 Hasselblad Award[11]

## Mostre (selezione)
- 2024-2025, Rovigo, dal 28 settembre 2024 al 26 gennaio 2025, “Henri Cartier-Bresson e l'Italia”, realizzata in collaborazione con la Fondazione Henri Cartier-Bresson e la Fondazione CAMERA - Centro Italiano per la Fotografia di Torino, Palazzo Roverella[12]
- 2020, Venezia, dall'11 luglio 2020 al 20 marzo 2021, “Henri Cartier-Bresson. Le Grand Jeu”, realizzata con la Biblioteca nazionale di Francia e in collaborazione con la Fondazione Henri Cartier-Bresson, Palazzo Grassi[13]
- 2017 - 2018, New York, 21 aprile 2017 - 29 gennaio 2018, Henri Cartier-Bresson –  India in full frame, Rubin Museum[14]
- 2016, Norwich, 23 aprile 2016 - 29 agosto 2016, Henri Cartier-Bresson: Paris, Sainsbury Centre for Visual Arts[15]
- 2016, Santa Monica, 10 settembre 2016 - 3 dicembre 2016, The World of Henri Cartier-Bresson, Peter Fetterman Gallery[16]
- 2015, Helsinki, 23 ottobre 2015, Henri Cartier-Bresson – The Man, The Image & The World, Ateneum Art Museum[17]
- 2015, Milano, 11 novembre 2015 - 7 febbraio 2016, Henri Cartier-Bresson e gli Altri - I Grandi Fotografi e l'Italia, Palazzo della Ragione[18][19]
- 2010, New York, 11 aprile 2010 - 28 giugno 2010, The Modern Century, Museum of Modern Art (MoMa)[20]